# World's End-moorden
De World's End-moorden is de veelgebruikte naam voor de moord op twee meisjes, Christine Eadie, 17, en Helen Scott, 17, in Edinburgh, in oktober 1977. De zaak wordt zo genoemd, omdat beide slachtoffers voor het laatst levend zijn gezien toen zij de pub The World's End in Edinburghs Old Town verlieten. De enige persoon die als verdachte van de moorden terechtstond, Angus Sinclair, werd in 2007 onder dubieuze omstandigheden vrijgesproken. Na een wijziging van de wet over double jeopardy (dubbele vervolging voor hetzelfde strafbare feit) die een nieuw proces zou hebben verhinderd, werd Sinclair in oktober 2014 opnieuw aangeklaagd. Op 14 november 2014 werd hij voor beide moorden veroordeeld tot levenslang met een minimum van 37 jaar, de langste straf die door een Schotse rechter is opgelegd. Dit betekende dat hij 106 jaar oud zou zijn wanneer hij in aanmerking zou komen voor mogelijke voorwaardelijke vrijlating. Hij stierf op 11 maart 2019 in HM Prison Glenochil (staatsgevangenis van Glenochil) op 73-jarige leeftijd. Op de dag van zijn overlijden werden de moorden toevallig in het BBC-programma Crimewatch Roadshow besproken.
Behalve de moord op Eadi en Scott bekende Sinclair ook schuldig te zijn aan doodslag van zijn 8-jarige buurmeisje Catherine Reehill in Glasgow in 1961. Hij was toen 16 jaar. In 2011 werd hij voor de tweede keer tot levenslang veroordeeld voor de moord op de 17-jarige Mary Gallacher op een voetpad in Glasgow in 1978. Hij zou tussen 1977 en 1978 ook vier andere vrouwen hebben vermoord, allemaal binnen een periode van zeven maanden na de moorden op Eadie en Scott.

## Achtergrond
In de nacht van 15 op 16 oktober 1977 werden Christine Eadie en Helen Scott, beiden zeventien jaar oud, gezien toen zij de pub The World's End, gevestigd aan de High Street op de Royal Mile, na sluitingstijd verlieten. De volgende dag werd het naakte lichaam van Eadie door wandelaars gevonden in Gosford Bay, East Lothian. Het naakte lichaam van Scott werd ongeveer tien kilometer verderop in een geoogst maïsveld gevonden. Beide meisjes waren geslagen, gekneveld, vastgebonden, verkracht en gewurgd. Er was geen poging gedaan om de lichamen te verbergen.
Eind 1977 stelde de Lothian and Borders Police een groot strafrechtelijk onderzoek in, stelde een lijst van meer dan 500 verdachten samen en nam meer dan 13.000 verklaringen van burgers af. Ondanks deze inspanningen was de politie niet in staat om een dader te identificeren. De zaak kreeg destijds veel aandacht in de Schotse media. Een foto van de twee meisjes die in een pasfotoautomaat was gemaakt, werd door de politie gebruikt in haar oproepen om informatie.
De media berichtten destijds dat verschillende getuigen aan de politie hadden verteld dat zij Helen Scott en Christine Eadie in de bar in de buurt van de openbare telefoon hadden zien zitten en dat zij met twee mannen aan het praten waren. Deze mannen werden niet gevonden en zij hebben zich niet bij de politie gemeld. De geruchten dat de moorden het werk waren geweest van twee mannen werden sterker toen bekend werd dat er verschillende knopen waren gebruikt om de handen van de meisjes achter op hun rug vast te binden.
In mei 1978 maakte de Lothian and Borders Police bekend dat zij de onderzoeksactiviteiten aan het afschalen waren.

### Herbeoordeling van een coldcasezaak
In 1997 gaf het coldcaseteam van de Lothian and Borders Police de opdracht om nader forensisch onderzoek in de zaak te verrichten naar aanleiding van verbeteringen van de technologie van DNA profiling sinds de moorden plaatsvonden. Dit resulteerde in het isoleren van een DNA-profiel van een man dat op de lichamen van beide meisjes was aangetroffen. Het DNA van de 500 aanvankelijke verdachten werd geanalyseerd en vergeleken met het nieuwe DNA-monster, maar er was geen match.
Op 8 oktober 2003, na de uitzending van een reconstructie van de moorden in het BBC-programma Crimewatch, kreeg het onderzoeksteam van de Lothian and Borders Police een telefoontje van een man die beweerde dat hij in de nacht van de moorden vlak bij Gosford Bay aan het wandelen was en dat hij een verdacht voertuig had gezien. Hij zei dat het een bestelbus was en dat er nogal vreemd mee werd gereden. De man had deze informatie niet gegeven tijdens het eerdere onderzoek. Er werd bekendgemaakt dat de politie meteen na de uitzending van Crimewatch in 2003 130 telefoontjes had gekregen van getuigen die zich niet eerder tijdens het onderzoek hadden gemeld.
Op 15 oktober 2003 werd in de media bericht dat de Lothian and Borders Police de hulp van de Forensic Science Service (Brits Forensisch Instituut) had ingeroepen om te proberen de identiteit vast te stellen van de persoon aan wie het onbekende DNA-monster toebehoorde. Het onbekende DNA-monster had een gedeeltelijke match met meer dan 200 profielen in de National DNA Database (Britse nationale DNA-databank).
Op 25 november 2004 werd Angus Robertson Sinclair, een man die ten tijde van de moorden in Edinburgh woonde, aangehouden op grond van artikel 14 van de Criminal Procedure (Scotland) Act 1995 (Schots Wetboek van Strafvordering) in verband met de moorden. Er werd wangslijm bij hem afgenomen en geanalyseerd.
Op 31 maart 2005 werd Sinclair door de Lothian and Borders Police gearresteerd en in staat van beschuldiging gesteld. Op 1 april 2005 verscheen hij op de besloten zitting van de Sheriff Court (rechtbank van een graafschap in Schotland) in Edinburgh en werd hij aangeklaagd voor de moord en verkrachting van de twee meisjes in oktober 1977. Hij bekende op dat moment geen schuld en legde geen verklaring af. Hij werd in voorlopige hechtenis genomen.

## HM Advocate v Sinclair(2007)

### Proces
Op 27 augustus 2007 begon het proces van Angus Sinclair in rechtszaal 3 van de High Court of Justiciary (het Schotse hooggerechtshof voor strafzaken) in Edinburgh. De rechter die de zaak behandelde was Lord Clarke. Namens het openbaar ministerie (the Crown) trad advocate depute (plaatsvervangend officier van justitie) Alan Mackay op. Edgar Prais, QC, (Queen’s Counsel: een advocaat die ook mag optreden in de rechtszaal) trad op als raadsman van Sinclair.
Volgens de indictment haalden Sinclair en Gordon Hamilton (de zwager van Sinclair die toen al overleden was) de meisjes in de nacht van 15 op 16 oktober 1977 over of dwongen hen om in een motorvoertuig te stappen en hielden zij hen tegen hun wil vast in St Mary's Street in de buurt van de pub The World's End. In de tenlastelegging werd beweerd dat hij Christine Eadie toen naar Gosford Bay, Aberlady, bracht en haar daar of ergens anders aanviel, uitkleedde, haar ondergoed in haar mond stopte, haar polsen vastbond en haar daarna verkrachtte, waarna hij haar vermoordde door haar keel dicht te knijpen. Hij werd verder beschuldigd van het op dezelfde wijze verkrachten en vermoorden van Scott en van het vervoeren van Scott naar een weg in de buurt van Haddington waar hij haar in een veld daar of elders in Edinburgh en East Lothian aanviel.
Sinclair verklaarde onschuldig te zijn aan verkrachting en moord. Aan het begin van het proces kondigde Sinclair twee special defences (bijzondere formele verweren) aan: het verweer dat sprake was van consent (toestemming) en het verweer dat Gordon Hamilton de schuldige was. In dat verband stelde Sinclair dat enige seksuele activiteit tussen hem en de twee meisjes met wederzijdse toestemming had plaatsgevonden en dat als hun letsel was toegebracht, Gordon Hamilton daar verantwoordelijk voor was.
Vanaf 28 augustus 2007 begon de bewijsprocedure met de jury bestaande uit negen vrouwen en zes mannen. Er waren geen verklaringen van ooggetuigen. De zaak van the Crown (± openbaar ministerie) bestond geheel uit indirect bewijs.
Op 3 september 2007 presenteerde de advocate depute bewijs van Detective Constable (vergelijkbaar met een agent-rechercheur) Carol Craig die opmerkte dat Angus Sinclair ten tijde van de moorden een bestelwagen (een Toyota Hiace) in bezit had die hij sindsdien had vernietigd. Zij bevestigde dat de politie daardoor geen forensisch onderzoek kon verrichten op de materialen of stoelbekleding in dat voertuig.
Op 4 september 2007 getuigde een forensisch onderzoeker, Martin Fairley, dat het sperma dat in de vagina van Eadie was aangetroffen en het sperma dat in de vagina van Scott was aangetroffen hetzelfde DNA-profiel hadden.
Op 7 september 2007 getuigde een andere forensisch onderzoeker, Jonathan Whitaker, dat matchende spermamonsters van Angus Sinclair op een jas van Helen Scott waren gevonden die waren gemengd met cellen met hetzelfde DNA-profiel als Helen Scott. Hij vertelde het hooggerechtshof ook hoe broers en zussen van de overleden zwager van Sinclair, Gordon Hamilton, DNA-monsters hadden gegeven voor DNA-testen en dat de resultaten van deze testen waren vergeleken met het sperma dat in de lichamen van de slachtoffers was aangetroffen. Hij legde uit dat de verkregen resultaten waren zoals hij zou verwachten als het sperma dat in de lichamen van de slachtoffers was gevonden van een broer van de nog levende leden van de familie Hamilton afkomstig was. Whitaker was de laatste getuige in de zaak van het openbaar ministerie.

### Verzoek om de zaak niet-ontvankelijk te verklaren

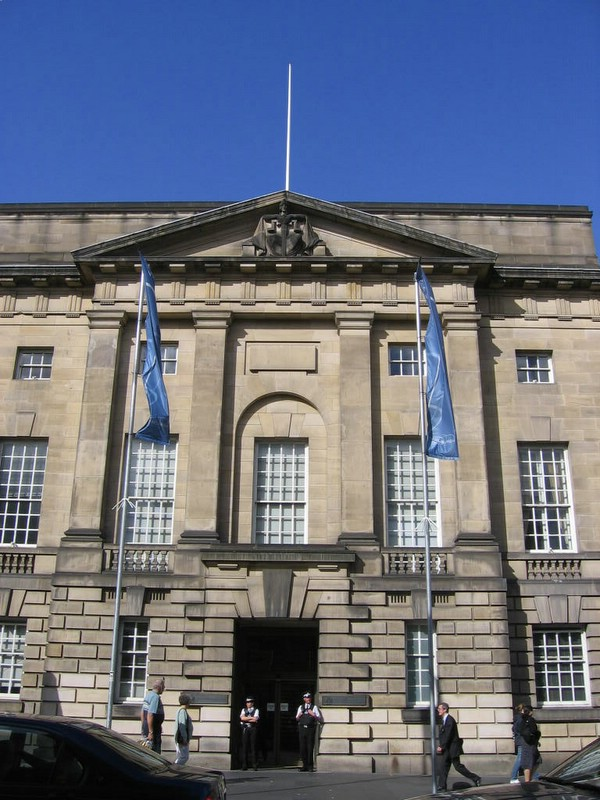
Het High Court of Justiciary te Edinburgh

Op 7 september 2007 ’s middags verzocht de raadsman van Sinclair, Edgar Prais, QC, om de zaak op grond artikel 97 van de Criminal Procedure (Scotland) Act 1995 niet-ontvankelijk te verklaren vanwege een gebrek aan bewijs. In het bijzonder betoogde hij dat het openbaar ministerie er niet in was geslaagd te bewijzen dat Angus Sinclair betrokken was geweest bij het met dwang of geweld optreden tegen de meisjes en dat de advocate depute geen bewijs had gepresenteerd op grond waarvan was bewezen dat enig seksueel contact tussen de beschuldigde en de meisjes had plaatsgevonden zonder wederzijdse toestemming.
Op 10 september 2007, na de juridische standpunten over het niet-ontvankelijkheidsverzoek te hebben gehoord, wees de zittingsrechter Lord Clarke het verzoek om de zaak niet-ontvankelijk te verklaren toe en sprak Sinclair formeel vrij zonder dit aan de jury voor te leggen.

### Nasleep
Nadat het proces was beëindigd, werd bekend dat Angus Sinclair al een veroordeelde moordenaar en serieverkrachter was en dat hij twee levenslange gevangenisstraffen uitzat in de HMP Peterhead (staatsgevangenis van Peterhead) toen zijn zaak werd aangebracht over de World's End-moorden. Het werd toen ook bekend dat Sinclair eerder een gevangenisstraf had uitgezeten voor doodslag.
De eerste veroordeling van Sinclair vond plaats in 1961, toen hij 16 jaar was. Hij bekende toen schuld en werd veroordeeld voor doodslag van de 8-jarige Catherine Reehill. Hij zat zes jaar in de gevangenis. Sinclair misbruikte haar seksueel en wurgde haar in zijn huis. In 1982, vijf jaar na de World's End-moorden, bekende hij schuldig te zijn aan elf van dertien aanklachten van diverse verkrachtingen en aanrandingen van jonge meisjes. Hij werd veroordeeld tot een levenslange gevangenisstraf. In juni 2001, toen hij nog gevangen zat, werd hij aangeklaagd en opnieuw veroordeeld tot een levenslange gevangenisstraf voor de moord op de 17-jarige Mary Gallacher op een voetpad in de buurt van Station Barnhill in Glasgow in november 1978, dertien maanden na de World's End-moorden. De tiener was de bosjes ingetrokken, seksueel misbruikt, haar keel was doorgesneden en een touw was om haar nek gebonden. Opnieuw weigerde Sinclair enige verantwoordelijkheid voor het misdrijf te accepteren. Hij ontkende elke betrokkenheid, ondanks dat hij schuldig was verklaard door een meerderheidsoordeel van de jury en hij geconfronteerd werd met de realiteit dat de kans dat een DNA-monster met het DNA van iemand anders zou matchen en niet met dat van hem “1 op 1 miljard” was. Sinclair werd pas gepakt voor de moord in 1978 toen uit een herbeoordeling van een coldcasezaak door de Strathclyde Police bleek dat er nieuw DNA-bewijs was dat niet was onthuld tijdens het eerdere onderzoek.
Het nieuws van de juryuitspraak zorgde voor veel commentaar en kritiek in de Schotse pers. De belangstelling van het publiek en de media voor de uitkomst van de zaak was zo groot dat de Voorzitter van het Schots Parlement op 13 september 2007 de ongebruikelijke stap nam om de toenmalige Lord Advocate (hoofd van het Schotse openbaar ministerie en tot 2007 lid van het Schotse kabinet), Elish Angiolini, het Schots Parlement over de zaak te laten toespreken. De Lord Advocate las een vooraf opgestelde verklaring aan de Kamer voor waarin zij de zaak van het openbaar ministerie uiteenzette en uitlegde waarom was besloten om Sinclair strafrechtelijk te vervolgen. In het officiële verslag van haar toespraak is opgenomen dat zij heeft gezegd dat zij “teleurgesteld” was over het resultaat en dat zij “van oordeel was dat het bewijs dat aan het hooggerechtshof was gepresenteerd goed genoeg was om aan de jury voor te leggen en om de jury over de zaak tegen Sinclair te laten beslissen.”
In reactie daarop nam de toenmalige Lord Justice General (president van het Schotse hooggerechtshof), Lord Hamilton, op 26 september 2007 de ongekende stap om het besluit van de Lord Advocate om het Schots Parlement over de zaak toe te spreken publiekelijk te bekritiseren. In een open brief schreef Lord Hamilton, “uit uw bewoordingen vloeit duidelijk voort dat u publiekelijk beweerde dat de beslissing van de zittingsrechter verkeerd was” en legde uit dat haar acties konden worden opgevat als “ondermijning van het maatschappelijke vertrouwen in de rechtspraak.”
In de weken daarop mengden verschillende vooraanstaande voormalige Schotse rechters zich in de discussie. Op 28 september 2007 gaf de voormalige Solicitor General (± advocaat-generaal) en gepensioneerde Senator of the College of Justice (± rechter bij de Schotse Hoge Raad), Lord McCluskey, een interview aan de Schotse krant The Herald waarin hij stelde dat hij van mening was dat Lord Hamilton geen enkele reden had om Elish Angiolini ervan te beschuldigen dat zij de onafhankelijkheid van de rechtspraak in gevaar bracht. In een citaat heeft hij gezegd, “Hij ziet het echt verkeerd. Wat hij niet begrijpt is dat het voor een minister soms essentieel is om commentaar op een zaak te geven. Dat gebeurt in het parlement voortdurend.”
Een andere gepensioneerde rechter, Lord Coulsfield, gaf een interview aan het programma Sunday Live op BBC Scotland waarin hij stelde dat “het werkelijke vraagstuk is of een zwaarwegende beslissing zoals Lord Clarke die moest nemen altijd door een alleenrechtsprekende rechter genomen zou moeten worden."

### Gevolgen voor het Schotse strafprocesrecht

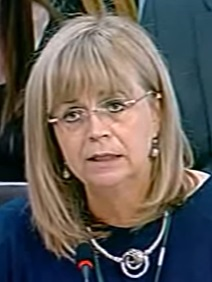
Gewezen Lord Advocate Elish Angiolini

De verontwaardiging over de uitkomst van de zaak leidde tot een vergaande en systematische herziening van het Schotse strafprocesrecht. Op 20 november 2007 verwees de Cabinet Secretary for Justice (minister van Justitie), Kenny MacAskill, MSP (lid van het Schotse parlement), diverse kwesties die voortkwamen uit de zaak HMA v Sinclair naar de Scottish Law Commission (adviescommissie voor Schotse wetgeving) voor onderzoek.
Op 31 juli 2008 publiceerde de Scottish Law Commission haar eerste rapport over de kwestie van het recht van het openbaar ministerie om hoger beroep in te stellen. Op 2 december 2008 publiceerde de Commission haar tweede rapport over de kwestie van double jeopardy. Eind 2012 publiceerde de commissie haar laatste rapport over de toelaatbaarheid van bad character evidence (bewijs van iemands neiging tot het plegen van strafbare feiten) en similar fact evidence (schakelbewijs, een vorm van indirecte bewijsvoering waarbij de schuld van een verdachte bewezen wordt geacht op grond van diens bewezen schuld in een of meer vergelijkbare zaken) in strafzaken.
Op 30 juni 2010 nam het Schots Parlement een wet aan, de Criminal Justice and Licensing (Scotland) Act 2010. In navolging van de aanbevelingen van de Scottish Law Commission werden in de artikelen 73-76 van de wet mogelijkheden voor het openbaar ministerie gecreëerd om in hoger beroep te gaan van bepaalde beslissingen van een zittingsrechter in solemn cases (strafzaken over zware misdrijven die worden voorgelegd aan een rechter en jury op grond van een tenlastelegging). Deze wet voorziet onder meer in een regeling voor het instellen van hoger beroep door het openbaar ministerie tegen rechterlijke uitspraken op verzoeken om een zaak niet-ontvankelijk te verklaren. Op 28 juni 2011 traden de artikelen 73-76 van de wet Criminal Justice and Licensing (Scotland) Act 2010 in werking.
Als reactie op de bevindingen van de adviescommissie voor Schotse wetgeving over de kwestie van double jeopardy, nam het Schots Parlement op 22 maart 2011 de wet Double Jeopardy (Scotland) Act 2011 aan. Deze wet creëert verschillende regelingen voor omstandigheden waarin een persoon die wordt veroordeeld voor of vrijgesproken van een strafbaar feit opnieuw kan worden vervolgd.

## HM Advocate v Sinclair(2014)
Op 14 maart 2012, na de inwerkingtreding van de Double Jeopardy (Scotland) Act 2011, gaf het Crown Office (het openbaar ministerie) een persverklaring af waarin stond dat de Procurator Fiscal (officier van justitie in een bepaald district) de Lothian and Borders Police de opdracht had gegeven om het onderzoek naar de moord op Christine Eadie en Helen Scott te heropenen.
Drie rechters reserveerden in oktober 2013 acht zittingsdagen om een verzoek te behandelen van het openbaar ministerie dat erop aandrong om Sinclair voor de tweede keer voor de rechter te brengen. Op 15 april 2014 kreeg the Crown toestemming om Angus Sinclair opnieuw te vervolgen.
De rechtszaak begon op 13 oktober 2014 bij het High Court of Justiciary dat zitting hield in Livingston, West Lothian. De aanklager was Frank Mulholland, de Lord Advocate, en de rechter was Lord Matthews. Op enig moment bezocht de jury de plek in East Lothian waar de moorden hadden plaatsgevonden. Op 14 november 2014 werd Sinclair schuldig bevonden aan de moord op Helen Scott en Christine Eadie op 15 oktober 1977. Na de veroordeling legde Lord Matthews Sinclair een levenslange gevangenisstraf op met een minimale duur van 37 jaar. Dit betekende dat Sinclair pas op 106-jarige leeftijd in aanmerking zou kunnen komen voor voorwaardelijke vrijlating.